# Dimítrios Chondrokoúkis
Dimítrios Chondrokoúkis (řecky Δημήτρης Χονδροκούκης; * 26. ledna 1988, Marousi) je řecký atlet, jehož specializací je skok do výšky.

## Kariéra

### Juniorské úspěchy
V juniorské kategorii se tomuto Řekovi medaili vybojovat nepovedlo. Mezinárodní kariéru započal v roce 2005 na MS do 17 let v marockém Marrákeši, kde skončil na 12. místě (204 cm). O rok později obsadil na juniorském mistrovství světa v Pekingu šestou příčku (219 cm).
Těsně pod stupni vítězů, na 4. místě zůstal na ME juniorů 2007 v nizozemském Hengelu, kde ho o medaili připravil jen horší technický zápis. Ve finále byla jeho konečnou, laťka ve výšce 223 cm. Tuto výšku nepřekonal rovněž Němec Raúl Spank a Ukrajinec Andrej Procenko. Díky lepšímu zápisu se však podělili o stříbrnou medaili, zatímco Chondrokoúkis skončil bez medaile. Sítem kvalifikace neprošel v témže roce na světové letní univerziádě v Bangkoku.

### Seniorské úspěchy
Pro zranění vynechal celou sezónu roku 2008. Následující dva roky jeho výkonnost především stagnovala. Na evropském šampionátu do 23 let v litevském Kaunasu v roce 2009 obsadil výkonem 214 cm 12. místo. Na halovém ME 2011 v Paříži si vylepšil hodnotu osobního rekordu na 229 cm a skončil pátý. Na MS v atletice 2011 v jihokorejském Tegu překonal ve finále napotřetí 232 cm a podělil se s Ivanem Uchovem o páté místo.
Nečekaného úspěchu dosáhl v roce 2012 na halovém MS v Istanbulu. Ve finále si vytvořil výkonem 233 cm nové osobní maximum a stal se halovým mistrem světa, když tuto výšku skočil jako jediný napoprvé. Stříbro bral olympijský vítěz z Pekingu a mistr Evropy z roku 2006, Rus Andrej Silnov, který zvládl 233 cm napodruhé. Bronz vybojoval Ivan Uchov, který titul halového mistra světa získal na předchozím šampionátu v katarském Dauhá.

### Osobní rekordy
- hala – 233 cm – 11. března 2012, Istanbul
- venku – 232 cm – 18. června 2011, İzmir